# Campeonato Mundial de Hockey sobre Hielo Femenino
El Campeonato Mundial de Hockey sobre Hielo Femenino es la máxima competición internacional entre selecciones nacionales femeninas de hockey sobre hielo. Es organizado anualmente desde 1990 (a excepción de los años de los Juegos Olímpicos de Invierno) por la Federación Internacional de Hockey sobre Hielo (IIHF).
Canadá y Estados Unidos han dominado el campeonato desde su creación: Canadá tiene trece títulos y Estados Unidos, once. Finlandia es el tercer equipo más exitoso, con una medalla de plata y quince de bronce.

## Estructura
El campeonato femenino comenzó en 1990 como un torneo de ocho equipos. Se convirtió en una competición anual a partir de 1999 con un sistema de ascensos y descensos a divisiones inferiores. Para la edición de 2019 fue ampliado el número de equipos participantes a diez.

## Ediciones
| Núm.  | Año  | Sede                                  | Medalla de oro | Medalla de plata | Medalla de bronce |
| ----- | ---- | ------------------------------------- | -------------- | ---------------- | ----------------- |
| I     | 1990 | Ottawa · ( Canadá)                    | Canadá         | Estados Unidos   | Finlandia         |
| II    | 1992 | Tampere · ( Finlandia)                | Canadá         | Estados Unidos   | Finlandia         |
| III   | 1994 | Lake Placid ( Estados Unidos)         | Canadá         | Estados Unidos   | Finlandia         |
| IV    | 1997 | Kitchener · ( Canadá)                 | Canadá         | Estados Unidos   | Finlandia         |
| V     | 1999 | Espoo · ( Finlandia)                  | Canadá         | Estados Unidos   | Finlandia         |
| VI    | 2000 | Mississauga · ( Canadá)               | Canadá         | Estados Unidos   | Finlandia         |
| VII   | 2001 | Minneapolis ( Estados Unidos)         | Canadá         | Estados Unidos   | Rusia             |
| VIII  | 2004 | Halifax · ( Canadá)                   | Canadá         | Estados Unidos   | Finlandia         |
| IX    | 2005 | Linköping y Norrköping · ( Suecia)    | Estados Unidos | Canadá           | Suecia            |
| X     | 2007 | Winnipeg · ( Canadá)                  | Canadá         | Estados Unidos   | Suecia            |
| XI    | 2008 | Harbin ( China)                       | Estados Unidos | Canadá           | Finlandia         |
| XII   | 2009 | Hämeenlinna · ( Finlandia)            | Estados Unidos | Canadá           | Finlandia         |
| XIII  | 2011 | Zúrich y Winterthur · ( Suiza)        | Estados Unidos | Canadá           | Finlandia         |
| XIV   | 2012 | Burlington ( Estados Unidos)          | Canadá         | Estados Unidos   | Suiza             |
| XV    | 2013 | Ottawa · ( Canadá)                    | Estados Unidos | Canadá           | Rusia             |
| XVI   | 2015 | Malmö · ( Suecia)                     | Estados Unidos | Canadá           | Finlandia         |
| XVII  | 2016 | Kamloops · ( Canadá)                  | Estados Unidos | Canadá           | Rusia             |
| XVIII | 2017 | Plymouth ( Estados Unidos)            | Estados Unidos | Canadá           | Finlandia         |
| XIX   | 2019 | Espoo · ( Finlandia)                  | Estados Unidos | Finlandia        | Canadá            |
| —     | 2020 | Halifax y Truro · ( Canadá)           | Cancelado      | Cancelado        | Cancelado         |
| XX    | 2021 | Calgary · ( Canadá)                   | Canadá         | Estados Unidos   | Finlandia         |
| XXI   | 2022 | Herning y Frederikshavn ( Dinamarca)  | Canadá         | Estados Unidos   | República Checa   |
| XXII  | 2023 | Brampton · ( Canadá)                  | Estados Unidos | Canadá           | República Checa   |
| XXIII | 2024 | Utica ( Estados Unidos)               | Canadá         | Estados Unidos   | Finlandia         |
| XXIV  | 2025 | České Budějovice · ( República Checa) | Estados Unidos | Canadá           | Finlandia         |

## Medallero histórico
- Actualizados a České Budějovice 2025.

| Núm. | País            | Oro | Plata | Bronce | Total |
| ---- | --------------- | --- | ----- | ------ | ----- |
| 1    | Canadá          | 13  | 10    | 1      | 24    |
| 2    | Estados Unidos  | 11  | 13    | 0      | 24    |
| 3    | Finlandia       | 0   | 1     | 15     | 16    |
| 4    | Rusia           | 0   | 0     | 3      | 3     |
| 5    | República Checa | 0   | 0     | 2      | 2     |
| 5    | Suecia          | 0   | 0     | 2      | 2     |
| 6    | Suiza           | 0   | 0     | 1      | 1     |
|      | TOTAL           | 24  | 24    | 24     | 72    |